# Abborrtjärnen (Råneå socken, Norrbotten, 733275-177645)
Abborrtjärnen är en sjö i Luleå kommun i Norrbotten och ingår i Råneälven-Altersundets kustområde. Sjön är 5,1 meter djup, har en yta på 0,0976 kvadratkilometer och är belägen 142,8 meter över havet. Sjön avvattnas av vattendraget Lakabäcken.

## Delavrinningsområde
Abborrtjärnen ingår i det delavrinningsområde (733106-178050) som SMHI kallar för Ovan Pålträskbäcken. Medelhöjden är 87 meter över havet och ytan är 30,07 kvadratkilometer. Det finns inga avrinningsområden uppströms utan avrinningsområdet är högsta punkten. Avrinningsområdets utflöde Lakabäcken mynnar i havet. Avrinningsområdet består mestadels av skog (75 procent) och sankmarker (11 procent). Avrinningsområdet har 0,26 kvadratkilometer vattenytor vilket ger det en sjöprocent på 0,9 procent.